# 204P/LINEAR — NEAT
Комета LINEAR — NEAT 3 (204P/LINEAR — NEAT) — короткопериодическая комета из семейства Юпитера, которая впервые была обнаружена на снимках 13 и 17 октября 2001 года, полученных в рамках проекта по поиску околоземных астероидов LINEAR. Первоначально, она была описана как небольшой астероид магнитудой 19,0 — 19,8 m звёздной величины. Ему даже присвоили астероидное обозначение 2001 TU80. Для него была рассчитана орбита, после чего дальнейшие наблюдений прекратились. 

Орбита кометы LINEAR — NEAT 3 и её положение в Солнечной системе

Кометная природа объекта была установлена спустя месяц американским астрономом Г. В. Уильямсом из Паломарской обсерватории, работавшего в рамках проекта NEAT. На снимках от 16 ноября он обнаружил диффузный объект 17,0 m с комой около 3 " угловых секунд в поперечнике. Практически сразу же он был идентифицирован с открытым ранее астероидом. На следующий день британским астрономом Брайаном Марсденом на основании 27 позиций, полученных в период с 13 октября по 17 ноября, была рассчитана орбита данного тела, с датой прохождения перигелия 9 декабря 2001 года. Комета обладает довольно коротким периодом обращения вокруг Солнца — чуть более 7,0 года.

## Сближения с планетами
В течение XX века комета трижды подходила к Юпитеру ближе, чем на 1 а.е. и ещё одно сближение ожидается в середина XXI века.
- 0,55 а. е. от Юпитера 15 ноября 1914 года;
- 0,16 а. е. от Юпитера 11 декабря 1925 года;
- 0,08 а. е. от Юпитера 16 апреля 1985 года;
- 0,16 а. е. от Юпитера 21 октября 2067 года.